# Frankrijk op de Olympische Zomerspelen 2012
Frankrijk nam deel aan de Olympische Zomerspelen 2012 in Londen, Verenigd Koninkrijk.

## Medailleoverzicht
| Sport       | Olympiër | Onderdeel                | Medaille |
| ----------- | --- | ------------------------ | -------- |
| Atletiek    | Renaud Lavillenie | polsstokhoogspringen (m) | Goud     |
| Handbal     | Jérôme Fernandez Daouda Karaboué Didier Dinart Nikola Karabatić Xavier Barachet Thierry Omeyer Guillaume Gille William Accambray Bertrand Gille Luc Abalo Daniel Narcisse Cédric Sorhaindo Guillaume Joli Michaël Guigou Samuel Honrubia | mannen                   | Goud     |
| Judo        | Teddy Riner | +100kg (m)               | Goud     |
| Judo        | Lucie Décosse | -70kg (v)                | Goud     |
| Kanovaren   | Tony Estanguet | C-1 slalom (m)           | Goud     |
| Kanovaren   | Émilie Fer | K-1 slalom (v)           | Goud     |
| Wielersport | Julie Bresset | moutainbike (v)          | Goud     |
| Zwemmen     | Florent Manaudou | 50m vrije slag (m)       | Goud     |
| Zwemmen     | Yannick Agnel | 200m vrije slag (m)      | Goud     |
| Zwemmen     | Amaury Leveaux Fabien Gilot Clément Lefert Yannick Agnel Alain Bernard Jérémy Stravius | 4x100m vrije slag (m)    | Goud     |
| Zwemmen     | Camille Muffat | 400m vrije slag (v)      | Goud     |
| Atletiek    | Mahiedine Mekhissi-Benabbad | 3000m steeplechase (m)   | Zilver   |
| Basketbal   | Isabelle Yacoubou Florence Lepron Endéné Miyem Émilie Gomis Clémence Beikes Marion Laborde Sandrine Gruda Élodie Godin Edwige Lawson-Wade Emmeline Ndongue Céline Dumerc Jennifer Digbeu                                                 | vrouwen                  | Zilver   |
| Roeien      | Germain Chardin Dorian Mortelette | twee-zonder (m)          | Zilver   |
| Schietsport | Céline Goberville | 10m luchtpistool (v)     | Zilver   |
| Taekwondo   | Anne-Caroline Graffe | +67kg (v)                | Zilver   |
| Tennis      | Michaël Llodra Jo-Wilfried Tsonga | dubbelspel (m)           | Zilver   |
| Wielersport | Grégory Baugé | sprint (m)               | Zilver   |
| Wielersport | Bryan Coquard | omnium (m)               | Zilver   |
| Wielersport | Grégory Baugé Michaël D'Almeida Kévin Sireau | teamsprint (m)           | Zilver   |
| Zwemmen     | Amaury Leveaux Grégory Mallet Clément Lefert Yannick Agnel Jérémy Stravius | 4x200m vrije slag (m)    | Zilver   |
| Zwemmen     | Camille Muffat | 200m vrije slag (v)      | Zilver   |
| Gymnastiek  | Hamilton Sabot | brug (m)                 | Brons    |
| Judo        | Ugo Legrand | -73kg (m)                | Brons    |
| Judo        | Priscilla Gneto | -52kg (v)                | Brons    |
| Judo        | Automne Pavia | -57kg (v)                | Brons    |
| Judo        | Gévrise Émane | -73kg (v)                | Brons    |
| Judo        | Audrey Tcheuméo | -78kg (v)                | Brons    |
| Schietsport | Delphine Reau | trap (v)                 | Brons    |
| Taekwondo   | Marlène Harnois | -57kg (v)                | Brons    |
| Tennis      | Julien Benneteau Richard Gasquet | dubbelspel (m)           | Brons    |
| Worstelen   | Steeve Guénot | -66kg Grieks-Romeins (m) | Brons    |
| Zeilen      | Jonathan Lobert | finn (m)                 | Brons    |
| Zwemmen     | Coralie Balmy Charlotte Bonnet Ophélie-Cyrielle Étienne Camille Muffat Margaux Farrell Mylène Lazare | 4x200m vrije slag (v)    | Brons    |

## Deelnemers en resultaten
(m) = mannen, (v) = vrouwen

### Atletiek
| Olympiër                                                                                           | Onderdeel                | Resultaat | Prestatie                                                                 |
| -------------------------------------------------------------------------------------------------- | ------------------------ | --------- | ------------------------------------------------------------------------- |
| Jimmy Vicaut                                                                                       | 100m (m)                 | 17e       | 1ste ronde vrij kwartfinale 7: 2de in 10,11 halve finale 1: 6de in 10,16  |
| Christophe Lemaitre                                                                                | 200m (m)                 | 6e        | serie 2: 1ste in 20,34 halve finale 1: 3de in 20,03 finale: 6de in 20,19  |
| Pierre-Ambroise Bosse                                                                              | 800m (m)                 | 10e       | serie 4: 4de in 1.46,03 halve finale 3: 4de in 1.45,10                    |
| Jamale Aarrass                                                                                     | 1500m (m)                | 37e       | serie 2: 12de in 3.45,13                                                  |
| Florian Carvalho                                                                                   | 1500m (m)                | 19e       | serie 1: 7de in 3.37,05 halve finale 2: 13de in 3.40,61                   |
| Yoann Kowal                                                                                        | 1500m (m)                | 21e       | serie 3: 3de in 3.41,12 halve finale 1: 8ste in 3.43,48                   |
| Hassan Hirt                                                                                        | 5000m (m)                | DSQ       | serie 1: gediskwalificeerd                                                |
| Dimitri Bascou                                                                                     | 110m horden (m)          | 18e       | serie 4: 4de in 13,57 halve finale 2: 6de in 13,55                        |
| Garfield Darien                                                                                    | 110m horden (m)          | 16e       | serie 1: 4de in 13,54 halve finale 1: 5de in 13,48                        |
| Ladji Doucouré                                                                                     | 110m horden (m)          | 22e       | serie 3: 4de in 13,67 halve finale 3: 8ste in 13,74                       |
| Mahiedine Mekhissi-Benabbad                                                                        | 3000m steeplechase (m)   | Zilver    | serie 1: 1ste in 8.16,23 finale: 2de in 8.19,08                           |
| Vincent Zouaoui-Dandrieux                                                                          | 3000m steeplechase (m)   | 27e       | serie 2: 8ste in 8.36,96                                                  |
| Ben Bassaw Emmanuel Biron Christophe Lemaitre Pierre-Alexis Pessonneaux Ronald Pognon Jimmy Vicaut | 4x100m (m)               | Brons     | serie 2: 4de in 38,15 finale: 3de in 38,16                                |
| Abraham Kiprotich                                                                                  | marathon (m)             | DNF       | niet gefinisht                                                            |
| Abdellatif Meftah                                                                                  | marathon (m)             | DNF       | niet gefinisht                                                            |
| Patrick Tambwe                                                                                     | marathon (m)             | DNF       | niet gefinisht                                                            |
| Bertrand Moulinet                                                                                  | 20km snelwandelen (m)    | 8e        | 1:20.12                                                                   |
| Bertrand Moulinet                                                                                  | 50km snelwandelen (m)    | 12e       | 3:45.35                                                                   |
| Yohann Diniz                                                                                       | 50km snelwandelen (m)    | DSQ       | gediskwalificeer                                                          |
| Cedric Houssaye                                                                                    | 50km snelwandelen (m)    | 31e       | 3:55.16                                                                   |
| Salim Sdiri                                                                                        | verspringen (m)          | 23e       | kwalificatie groep A: 14de met 7,71m                                      |
| Benjamin Compaoré                                                                                  | hink-stap-springen (m)   | 6e        | kwalificatie groep A: 1ste met 17,06m finale: 6de met 17,08m              |
| Mickaël Hanany                                                                                     | hoogspringen (m)         | 14e       | kwalificatie groep A: 3de met 2,26m finale: 14de met 2,20m                |
| Renaud Lavillenie                                                                                  | polsstokhoogspringen (m) | Goud      | kwalificatie groep B: 1ste met 5,65m finale: 1ste met 5,97m (OS)          |
| Romain Mesnil                                                                                      | polsstokhoogspringen (m) | 8e        | kwalificatie groep A: 2de met 5,60m finale: 8ste met 5,50m                |
| Quentin Bigot                                                                                      | kogelslingeren (m)       | 24e       | kwalificatie groep A: 1d2e met 72,42m                                     |
| Jérôme Bortoluzzi                                                                                  | kogelslingeren (m)       | 14e       | kwalificatie groep B: 4de met 74,15m                                      |
| Nicolas Figère                                                                                     | kogelslingeren (m)       | 32e       | kwalificatie groep B: 15de met 69,74m                                     |
| Kévin Mayer                                                                                        | tienkamp (m)             | 15e       | 7952 punten                                                               |
| |                          |           |                                                                           |
| Véronique Mang                                                                                     | 100m (v)                 | 31e       | 1ste ronde: vrij kwartfinale 5: 6de in 11,41                              |
| Myriam Soumaré                                                                                     | 100m (v)                 | 11e       | 1ste ronde: vrij kwartfinale 1: 2de in 11,07 halve finale 3: 5de in 11,13 |
| Myriam Soumaré                                                                                     | 200m (v)                 | 7e        | serie 5: 2de in 22,70 halve finale 1: 3de in 22,56 finale: 7de in 22,63   |
| Reina Flor Okori                                                                                   | 100m horden (v)          | 24e       | serie 5: 2de in 13,01 halve finale 2: gediskwalificeerd                   |
| Nelly Banco Johanna Danois Ayodele Ikuesan Lina Jacques-Sébastien Véronique Mang Myriam Soumaré    | 4x100m (v)               | DSQ       | serie 2: gediskwalificeerd                                                |
| Phara Anacharsis Elea Mariama Diarra Marie Gayot Floria Guei Lenora Guion-Firmin Muriel Hurtis     | 4x400m (v)               | 5e        | serie 1: 3de in 3.25,94 finale: 5de in 3.25,92                            |
| Éloyse Lesueur                                                                                     | verspringen (v)          | 5e        | kwalificatie groep B: 2de met 6,48m finale: 5de met 6,67m                 |
| Melanie Melfort                                                                                    | hoogspringen (v)         | 9e        | kwalificatie groep A: 1sste met 1,93m finale: 9de met 1,93m               |
| Vanessa Boslak                                                                                     | polsstokhoogspringen (v) | 10e       | kwalificatie groep A: 3de met 4,55m finale: 10de met 4,30m                |
| Marion Lotaut                                                                                      | polsstokhoogspringen (v) | 33e       | kwalificatie groep B: 14de met 4,10m                                      |
| Mélina Robert-Michon                                                                               | discuswerpen (v)         | 5e        | kwalificatie groep A: 7de met 62,47m finale: 5demet 63,98m                |
| Stéphanie Falzon                                                                                   | kogelslingeren (v)       | 6e        | kwalificatie groep B: 4de met 71,67m finale: 6de met 73,06m               |
| Marisa de Aniceto                                                                                  | zevenkamp (v)            | 21e       | 6030 punten                                                               |
| Antoinette Nana Djimou Ida                                                                         | zevenkamp (v)            | 6e        | 6576 punten                                                               |

### Badminton
| Olympiër       | Onderdeel     | Resultaat | Prestatie |
| -------------- | ------------- | --------- | --- |
| Brice Leverdez | enkelspel (m) | 17e       | groep F: 2de V van HKG Wong: 11-21,16-21 W van UGA Ekiring: 21-12,21-11                                                    |
|                |               |           | |
| Hongyan Pi     | enkelspel (v) | 9e        | groep I: 1ste W van EGY El Said: 21-11,21-9 W van IRL Magee: 16-21,21-18,21-14 2de ronde: V van HKG Yip= 21-13,12-21,16-21 |

### Basketbal

#### Mannen
| Olympiër | Onderdeel | Resultaat | Prestatie |
| --- | --------- | --------- | --- |
| Nicolas Batum Yannick Bokolo Fabien Causeur Nando de Colo Boris Diaw Yakhouba Diawara Mickaël Gelabale Tony Parker Florent Piétrus Kevin Seraphin Ali Traore Ronny Turiaf | mannen    | 5e        | groep A: 2de V van Verenigde Staten: 71-98 W van Argentinië: 71-64 W van Litouwen: 82-74 W van Tunesië: 73-69 W van Nigeria: 79-73 kwartfinale: V van Spanje: 59-66 |

| Groep A |                  |             |             |             |        |        |        |        |
| #       | Land             | Wedstrijden | Wedstrijden | Wedstrijden | Punten | Punten | Punten | Punten |
| #       | Land             | G           | W           | V           | V      | T      | Saldo  | Punten |
| 1       | Verenigde Staten | 5           | 5           | 0           | 589    | 398    | +191   | 10     |
| 2       | Frankrijk        | 5           | 4           | 1           | 376    | 378    | -2     | 9      |
| 3       | Argentinië       | 5           | 3           | 2           | 448    | 424    | +24    | 8      |
| 4       | Litouwen         | 5           | 2           | 3           | 395    | 399    | -4     | 7      |
| 5       | Nigeria          | 5           | 1           | 4           | 338    | 456    | -118   | 6      |
| 6       | Tunesië          | 5           | 0           | 5           | 320    | 411    | -91    | 5      |

| Ronde       | Datum  | Plaats           | Land  | Score      | Land |
| ----------- | ------ | ---------------- | ----- | ---------- | ---- |
| Groepsfase  |        |                  |       |            |      |
| 29 juli     | Londen | Verenigde Staten | 98-71 | Frankrijk  |      |
| 31 juli     | Londen | Frankrijk        | 71-64 | Argentinië |      |
| 2 augustus  | Londen | Frankrijk        | 82-74 | Litouwen   |      |
| 4 augustus  | Londen | Tunesië          | 69-73 | Frankrijk  |      |
| 6 augustus  | Londen | Frankrijk        | 79-73 | Nigeria    |      |
| Kwartfinale |        |                  |       |            |      |
| 8 augustus  | Londen | Frankrijk        | 59-66 | Spanje     |      |

#### Vrouwen
| Olympiër | Onderdeel | Resultaat | Prestatie |
| --- | --------- | --------- | --- |
| Clémence Beikes Jennifer Digbeu Céline Dumerc Élodie Godin Émilie Gomis Sandrine Gruda Marion Laborde Edwige Lawson-Wade Florence Lepron Endéné Miyem Emmeline Ndongue Isabelle Yacoubou | vouwen    | Zilver    | groep A: 1ste W van Brazilië: 73-58 W van Australië: 74-70 W van Canada: 64-60 W van Groot-Brittannië: 80-77 W van Rusland: 65-54 kwartfinale: W van Tsjechië: 71-68 halve finale: W van Rusland: 81-64 finale: V van Verenigde Staten: 50-86 |

| Groep A |                  |             |             |             |            |            |            |        |
| #       | Land             | Wedstrijden | Wedstrijden | Wedstrijden | Doelpunten | Doelpunten | Doelpunten | Punten |
| #       | Land             | G           | W           | V           | V          | T          | Saldo      | Punten |
| 1       | Frankrijk        | 5           | 5           | 0           | 356        | 319        | +37        | 10     |
| 2       | Australië        | 5           | 4           | 1           | 353        | 322        | +31        | 9      |
| 3       | Rusland          | 5           | 3           | 2           | 314        | 308        | +6         | 8      |
| 4       | Canada           | 5           | 2           | 3           | 328        | 332        | −4         | 7      |
| 5       | Brazilië         | 5           | 1           | 4           | 329        | 354        | −25        | 6      |
| 6       | Groot-Brittannië | 5           | 0           | 5           | 327        | 372        | −45        | 5      |

| Ronde        | Datum  | Plaats           | Land  | Score            | Land |
| ------------ | ------ | ---------------- | ----- | ---------------- | ---- |
| Groepsfase   |        |                  |       |                  |      |
| 28 juli      | Londen | Brazilië         | 58-73 | Frankrijk        |      |
| 30 juli      | Londen | Frankrijk        | 74-70 | Australië        |      |
| 1 augustus   | Londen | Canada           | 60-64 | Frankrijk        |      |
| 3 augustus   | Londen | Frankrijk        | 80-77 | Groot-Brittannië |      |
| 5 augustus   | Londen | Frankrijk        | 65-54 | Rusland          |      |
| Kwartfinale  |        |                  |       |                  |      |
| 7 augustus   | Londen | Frankrijk        | 71-68 | Tsjechië         |      |
| Halve finale |        |                  |       |                  |      |
| 9 augustus   | Londen | Rusland          | 64-81 | Frankrijk        |      |
| Finale       |        |                  |       |                  |      |
| 11 augustus  | Londen | Verenigde Staten | 86-50 | Frankrijk        |      |

### Boksen
| Olympiër        | Onderdeel | Resultaat | Prestatie |
| --------------- | --------- | --------- | --- |
| Jérémy Beccu    | -48kg (m) | 17e       | 1ste ronde: V van KAZ Zhakypov: 17-18                                                                                  |
| Nordine Oubaali | -52kg (m) | 5e        | 1ste ronde: W van AFG Faisal: 22-9 2de ronde: W van USA Warren: 19-18 kwartfinale: V van IRL Conlan: 18-22             |
| Rachid Azzedine | -60kg (m) | 17e       | 1ste ronde: V van USA Ramirez: 20-21                                                                                   |
| Alexis Vastine  | -69kg (m) | 5e        | 1ste ronde: W van GER Wojcicki: 16-12 2de ronde: W van MGL Tüvshinbat: 13-12 kwartfinale: V van UKR Shelestyuké: 18-18 |
| Tony Yoka       | +91kg (m) | 9e        | 1ste ronde: V van CAN Kean: 16-16                                                                                      |

### Boogschieten
| Olympiër                                       | Onderdeel       | Resultaat | Prestatie |
| ---------------------------------------------- | --------------- | --------- | --- |
| Thomas Faucheron                               | individueel (m) | 17e       | plaatsingsronde: 27ste met 665 punten 1ste ronde: W van THA Thamwong: 6-0 2de ronde: V van FRA Prévost: 3-7                                                              |
| Romain Girouille                               | individueel (m) | 33e       | plaatsingsronde: 9de met 677 punten 1ste ronde: V van MYA Nay: 5-6 |
| Gaël Prevost                                   | individueel (m) | 9e        | plaatsingsronde: 6de met 679 punten 1ste ronde: W van CIV Kouassi: 6-3 2de ronde: W van FRA Faucheron: 7-3 3de ronde: V van UKR Ruban: 4-6                               |
| Thomas Faucheron Romain Girouille Gaël Prevost | team (m)        | 5e        | plaatsingsronde: 2de met 2021 punten 1ste ronde: V van Mexico: 212-220                                                                                                   |
|                                                |                 |           | |
| Bérengère Schuh                                | individueel (v) | 5e        | plaatsingsronde: 37ste met 640 punten 1ste ronde: W van JPN Kawanaka: 6-2 2de ronde: W van TPE Lin: 6-5 3de ronde: W van KOR Choi: 6-5 kwartfinale: V van USA Lorig: 2-6 |

### Gewichtheffen
| Olympiër               | Onderdeel | Resultaat | Prestatie                                                         |
| ---------------------- | --------- | --------- | ----------------------------------------------------------------- |
| Vencelas Dabaya        | -69kg (m) | DNF       | trekken: geen geldige poging                                      |
| Bernardin Kingue Matam | -69kg (m) | DNF       | trekken: geen geldige poging                                      |
| Benjamin Hennequin     | -85kg (m) | DNF       | trekken: geen geldige poging                                      |
|                        |           |           |                                                                   |
| Melanie Bardis         | -48kg (v) | 10e       | trekken: 9de met 73kg stoten: 9de met 93kg totaal: 10de met 166kg |

### Gymnastiek
| Olympiër                                                                     | Onderdeel                | Resultaat             | Prestatie |
| Artistieke gymnastiek                                                        | Artistieke gymnastiek    | Artistieke gymnastiek | Artistieke gymnastiek |
| ---------------------------------------------------------------------------- | ------------------------ | --------------------- | --- |
| Cyril Tommasone                                                              | individuele meerkamp (m) | 16e                   | kwalificatie: 14de vloer: 14,500 punten paard met bogen: 15,333 punten ringen: 14,166 punten sprong: 15,466 punten brug met gelijke leggers: 15,100 punten rekstok: 14,133 punten totaal: 88,698 punten finale: 16de vloer: 13,500 punten paard met bogen: 15,133 punten ringen: 14,400 punten sprong: 15,358 punten brug met gelijke leggers: 15 punten rekstok: 14,066 punten totaal: 87,657 punten |
| Cyril Tommasone                                                              | paard met bogen (m)      | 5e                    | kwalificatie: 2de met 15,133 punten finale: 5de met 15,11 punten |
| Hamilton Sabot                                                               | brug (m)                 | Brons                 | kwalificatie: 9de met 15,366 punten finale: 3de met 15,566 punten |
| Pierre-Yves Beny Yann Cucherat Hamilton Sabot Gaël da Silva Cyril Tommasone  | meerkamp team (m)        | 8e                    | kwalificatie: 8ste met 265,759 punten finale: 8ste met 265,441 punten |
|                                                                              |                          |                       | |
| Aurélie Malaussena                                                           | individuele meerkamp (v) | 23e                   | kwalificatie: 25ste vloer: 13,366 punten sprong: 14,033 punten brug met ongelijke leggers: 13,300 punten balk: 13,700 punten totaal: 54,399 punten finale: 23ste vloer: 13,800 punten sprong: 12,800 punten brug met ongelijke leggers: 12,066 punten balk: 11,500 punten totaal: 50,166 punten |
| Mira Boumejmajen Youna Dufournet Anne Kuhm Aurélie Malaussena Sophia Serseri | meerkamp team (v)        | 11e                   | kwalificatie: 11de met 164,796 punten |
| Ritmische gymnastiek                                                         |                          |                       | |
| Delphine Ledoux                                                              | individueel (v)          | 13e                   | kwalificatie: 13de hoepel: 27,150 punten bal: 27,100 punten knots: 27,250 punten lint: 26,675 punten totaal: 108,175 punten |
| Trampoline                                                                   |                          |                       | |
| Grégroire Pennes                                                             | trampoline (m)           | 7e                    | kwalificatie: 7de met 107,539 punten finale: 7de met 58,805 punten |

### Handbal

#### Mannen
| Olympiër | Onderdeel | Resultaat | Prestatie |
| --- | --------- | --------- | --- |
| Luc Abalo William Accambray Xavier Barachet Didier Dinart Jérôme Fernandez Bertrand Gille Guillaume Gille Michaël Guigou Samuel Honrubia Guillaume Joli Nikola Karabatić Daouda Karaboué Daniel Narcisse Thierry Omeyer Cédric Sorhaindo | mannen    | Goud      | groep A: 2de W van Groot-Brittannië: 44-15 W van Argentinië: 32-20 W van Tunesië: 25-19 V van IJsland: 29-30 W van Zweden: 29-26 kwartfinale: W van Spanje: 23-22 halve finale: W van Kroatië: 25-22 finale: W van Zweden: 22-21 |

| Groep A |                  |             |             |             |             |            |            |            |        |
| #       | Land             | Wedstrijden | Wedstrijden | Wedstrijden | Wedstrijden | Doelpunten | Doelpunten | Doelpunten | Punten |
| #       | Land             | G           | W           | G           | V           | V          | T          | Saldo      | Punten |
| 1       | IJsland          | 5           | 5           | 0           | 0           | 167        | 132        | +35        | 10     |
| 2       | Frankrijk        | 5           | 4           | 1           | 0           | 159        | 110        | +49        | 8      |
| 3       | Zweden           | 5           | 3           | 0           | 2           | 156        | 115        | +41        | 6      |
| 4       | Tunesië          | 5           | 2           | 0           | 3           | 121        | 125        | -4         | 4      |
| 5       | Argentinië       | 5           | 1           | 0           | 4           | 113        | 138        | -25        | 2      |
| 6       | Groot-Brittannië | 5           | 0           | 0           | 5           | 96         | 182        | -86        | 0      |

| Ronde        | Datum  | Plaats     | Land  | Score            | Land |
| ------------ | ------ | ---------- | ----- | ---------------- | ---- |
| Groepsfase   |        |            |       |                  |      |
| 29 juli      | Londen | Frankrijk  | 44-15 | Groot-Brittannië |      |
| 31 juli      | Londen | Argentinië | 20-32 | Argentinië       |      |
| 2 augustus   | Londen | Frankrijk  | 25-19 | Tunesië          |      |
| 4 augustus   | Londen | IJsland    | 30-29 | Argentinië       |      |
| 6 augustus   | Londen | Frankrijk  | 29-26 | Zweden           |      |
| Kwartfinale  |        |            |       |                  |      |
| 8 augustus   | Londen | Spanje     | 22-23 | Argentinië       |      |
| Halve finale |        |            |       |                  |      |
| 10 augustus  | Londen | Frankrijk  | 25-22 | Kroatië          |      |
| Finale       |        |            |       |                  |      |
| 12 augustus  | Londen | Zweden     | 21-22 | Argentinië       |      |

#### Vrouwen
| Olympiër | Onderdeel | Resultaat | Prestatie |
| --- | --------- | --------- | --- |
| Camille Ayglon Paule Baudouin Blandine Dancette Cléopâtre Darleux Siraba Dembele Audrey Deroin Marie-Paule Gnabouyou Sophie Herbrecht Nina Kamto Njitam Alexandra Lacrabère Amandine Leynaud Claudine Mendy Allison Pineau Mariama Signate Raphaëlle Tervel | vrouwen   | 5e        | groep B: 1ste W van Noorwegen: 24-23 G van Spanje: 18-18 W van Zweden: 29-17 W van Zuid-Korea: 24-21 W van Denemarken: 30-24 kwartfinale: V van Montenegro: 22-23 |

| Groep B |            |             |             |             |             |            |            |            |        |
| #       | Land       | Wedstrijden | Wedstrijden | Wedstrijden | Wedstrijden | Doelpunten | Doelpunten | Doelpunten | Punten |
| #       | Land       | G           | W           | G           | V           | V          | T          | Saldo      | Punten |
| 1       | Frankrijk  | 5           | 4           | 1           | 0           | 125        | 103        | +22        | 10     |
| 2       | Zuid-Korea | 5           | 3           | 1           | 1           | 136        | 130        | +6         | 8      |
| 3       | Spanje     | 5           | 3           | 1           | 1           | 119        | 114        | +5         | 6      |
| 4       | Noorwegen  | 5           | 2           | 1           | 2           | 118        | 120        | -2         | 4      |
| 5       | Denemarken | 5           | 1           | 0           | 4           | 113        | 121        | -8         | 2      |
| 6       | Zweden     | 5           | 0           | 0           | 5           | 108        | 131        | -23        | 0      |

| Ronde      | Datum  | Plaats     | Land  | Score      | Land |
| ---------- | ------ | ---------- | ----- | ---------- | ---- |
| Groepsfase |        |            |       |            |      |
| 28 juli    | Londen | Noorwegen  | 23-24 | Frankrijk  |      |
| 30 juli    | Londen | Frankrijk  | 18-18 | Spanje     |      |
| 1 augustus | Londen | Frankrijk  | 29-17 | Zweden     |      |
| 3 augustus | Londen | Zuid-Korea | 21-24 | Frankrijk  |      |
| 5 augustus | Londen | Denemarken | 24-30 | Frankrijk  |      |
| Groepsfase |        |            |       |            |      |
| 7 augustus | Londen | Frankrijk  | 22-23 | Montenegro |      |

### Judo
| Olympiër             | Onderdeel  | Resultaat | Prestatie |
| -------------------- | ---------- | --------- | --- |
| Sofiane Milous       | -60kg (m)  | 5e        | 1ste ronde: vrij 2de ronde: W van GEO Shukvani: ippon 3de ronde: W van SOL Lomo: waza-ari kwartfinale: V van JPN Hiraoka: yuko herkansingen: W van ARM Davtyan: yuko bronzen finale: V van UZB Sobirov: waza-ari |
| David Larose         | -66kg (m)  | 9e        | 1ste ronde: W van ISR Pollack: yuko 2de ronde: W van ROU Fasie: ippon 3de ronde: V van GEO Shavdatuashvili: ippon                                                                                                |
| Ugo Legrand          | -73kg (m)  | Brons     | 1ste ronde: vrij 2de ronde: W van POL Adamiec: waza-ari 3de ronde: W van EGY Hafiz: ippon kwartfinale: V van NED Elmont: ippon herkansingen: W van TJK Boqiev: yuko bronzen finale: W van KOR Wang: waza-ari     |
| Alain Schmitt        | -81kg (m)  | 9e        | 1ste ronde: W van NED Elmont: straf 2de ronde: V van ARG Lucenti: ippon |
| Romain Buffet        | -90kg (m)  | 17e       | 1ste ronde: V van LTU Bauza: waza-ari |
| Thierry Fabre        | -100kg (m) | 9e        | 1ste ronde: W van EGY Darwish: yuko 2de ronde: V van MGL Tüvshinbayar: ippon |
| Teddy Riner          | +100kg (m) | Goud      | 1ste ronde: W van POL Wojnarowicz: waza-ari 2de ronde: W van TUN Jaballah: ippon kwartfinale: W van CUB Brayson: ippon halve finale: W van KOR Kim: waza-ari finale: W van RUS Mikhaylin: waza-ari               |
|                      |            |           | |
| Laëtitia Payet       | -48kg (v)  | 9e        | 1ste ronde: vrij 2de ronde: V van BRA Menezes: yuko |
| Priscilla Gneto      | -52kg (v)  | Brons     | 1ste ronde: W van CHN He: waza-ari 2de ronde: W van POR Ramos: ippon kwartfinale: V van PRK An: waza-ari herkansingen: W van KOR Kim: yuko bronzen finale: W van BEL Heylen: ippon                               |
| Automne Pavia        | -57kg (v)  | Brons     | 1ste ronde: W van GBR Clark: waza-ari 2de ronde: W van AUS Renzi: waza-ari kwartfinale: W van AUT Filzmoser: yuko halve finale: V van JPN Matsumoto: yuko bronzen finale: W van HUN Karakas: yuko                |
| Gévrise Emane        | -63kg (v)  | Brons     | 1ste ronde: W van GBR Howell: ippon 2de ronde: W van CUB Abel: straf kwartfinale: V van MGL Tsedevsuren: straf herkansingen: W van ISR Schlesinger: yuko bronzen finale: W van KOR Joung: jury-beslissing        |
| Lucie Décosse        | -70kg (v)  | Goud      | 1ste ronde: vrij 2de ronde: W van CAN Zupancic: ippon kwartfinale: W van COL Alvear: ippon halve finale: W van KOR Hwang: yuko finale: W van GER Thiele: waza-ari                                                |
| Audrey Tcheuméo      | -78kg (v)  | Brons     | 1ste ronde: W van CAN Cotton: jury-beslissing 2de ronde: W van UKR Pryshchepa: ippon kwartfinale: W van CHN Yang: waza-ari halve finale: V van GBR Gibbons: ippon bronzen finale: W van HUN Joo: ippon           |
| Anne-Sophie Mondière | +78kg (v)  | 17e       | 1ste ronde: V van BRA Altheman: waza-ari |

### Kanovaren
| Olympiër                                                | Onderdeel     | Resultaat | Prestatie                                                                           |
| Slalom                                                  | Slalom        | Slalom    | Slalom                                                                              |
| ------------------------------------------------------- | ------------- | --------- | ----------------------------------------------------------------------------------- |
| Tony Estanguet                                          | C-1 (m)       | Goud      | voorronde: 7de in 93,24 halve finale: 3de in 101,67 finale: 1ste in 97,06           |
| Gauthier Klauss Matthieu Peche                          | C-2 (m)       | 4e        | voorronde: 1ste in 96,98 halve finale: 3de in 109,27 finale: 4de in 109,17          |
| Etienne Daille                                          | K-1 (m)       | 7e        | voorronde: 13de in 90,12 halve finale: 10de in 100,55 finale: 7de in 101,87         |
|                                                         |               |           |                                                                                     |
| Émilie Fer                                              | K-1 (v)       | Goud      | voorronde: 10de in 106,46 halve finale: 3de in 109,73 finale: 1ste in 105,90        |
| Vlakwater                                               |               |           |                                                                                     |
| Mathieu Goubel                                          | C-1 200m (m)  | 7e        | serie 1: 1ste in 41,248 halve finale 1: 2de in 41,938 finale: 7de in 44,045         |
| Mathieu Goubel                                          | C-1 1000m (m) | 5e        | serie 1: 1ste in 3.58,122 halve finale 2: 1ste in 3.51,811 finale: 5de in 3.50,758  |
| Maxime Beaumont                                         | K-1 200m (m)  | 4e        | serie 3: 2de in 35,571 halve finale 2: 2de in 35,814 finale: 4de in 36,688          |
| Cyrille Carre                                           | K-1 1000m (m) | 12e       | serie 3: 5de in 3.32,705 halve finale 1: 8ste in 3.38,981 finale B: 4de in 3.33,513 |
| Arnaud Hybois Sébastien Jouve                           | K-2 200m (m)  | 4e        | serie 1: 3de in 32,933 halve finale 2: 3de in 32,668 finale: 4de in 35,012          |
|                                                         |               |           |                                                                                     |
| Marie Delattre Sarah Guyot Joanne Mayer Gabrielle Tuleu | K-4 500m (v)  | 8e        | serie 1: 3de in 1.40,022 halve finale: 5de in 1.33,303 finale: 8ste in 1.35,299     |

### Moderne vijfkamp
| Olympiër          | Onderdeel | Resultaat | Prestatie   |
| ----------------- | --------- | --------- | ----------- |
| Christopher Patte | mannen    | 17e       | 5620 punten |
|                   |           |           |             |
| Amelie Caze       | vrouwen   | 18e       | 5108 punten |
| Elodie Clouvel    | vrouwen   | 31e       | 4768 punten |

### Paardensport
| Olympiër                                                                   | Onderdeel   | Resultaat | Prestatie |
| Dressuur                                                                   | Dressuur    | Dressuur  | Dressuur |
| -------------------------------------------------------------------------- | ----------- | --------- | --- |
| Jessica Michel                                                             | individueel | 31e       | Grand Prix: 28ste met 70,410% Grand Prix Special: 31ste met 68,810%                                                                       |
| Eventing                                                                   |             |           | |
| Lionel Guyon                                                               | individueel | 24e       | dressuur: 50,90 strafpunten crosscountry: 20 strafpunten jumping: 0 strafpunten jumping finale: 21 strafpunten totaal: 91,90 strafpunten  |
| Aurélien Khan                                                              | individueel | 45e       | dressuur: 55,90 strafpunten crosscountry: 39,60 strafpunten jumping: 7 strafpunten totaal: 102,50 strafpunten                             |
| Denis Mesples                                                              | individueel | 50e       | dressuur: 61,50 strafpunten crosscountry: 46 strafpunten jumping: 19 strafpunten totaal: 126,50 punten                                    |
| Donatien Schauly                                                           | individueel | DNF       | dressuur: 44,40 strafpunten crosscountry: 7,20 strafpunten                                                                                |
| Nicolas Touzaint                                                           | individueel | 17e       | dressuur: 47,60 strafpunten crosscountry: 7,60 strafpunten jumping: 2 strafpunten jumping finale: 7 strafpunten totaal: 64,20 strafpunten |
| Lionel Guyon Aurélien Khan Denis Mesples Donatien Schauly Nicolas Touzaint | team        | 8e        | dressuur: 142,90 strafpunten crosscountry: 34,80 strafpunten jumping: 52,90 strafpunten totaal: 230,60 strafpunten                        |
| Springconcours                                                             |             |           | |
| Simon Delestre                                                             | individueel | 19e       | kwalificatie: 32ste met 14 strafpunten finale: 19de met 12 strafpunten                                                                    |
| Olivier Guillon                                                            | individueel | 12e       | kwalificatie: 33ste met 16 strafpunten finale: 12de met 9 strafpunten                                                                     |
| Kevin Staut                                                                | individueel | 34e       | kwalificatie: 11de met 8 strafpunten finale: 34ste met 16 strafpunten                                                                     |
| Pénélope Leprévost                                                         | individueel | 47e       | kwalificatie: 47ste met 9 strafpunten |
| Patrice Delaveau Simon Delestre Pénélope Leprevost Kevin Staut             | team        | 12e       | 14 strafpunten |

### Roeien
| Olympiër                                                              | Onderdeel              | Resultaat | Prestatie                                                                         |
| --------------------------------------------------------------------- | ---------------------- | --------- | --------------------------------------------------------------------------------- |
| Jeremie Azou Stany Delayre                                            | lichte dubbel-twee (m) | 4e        | serie 4: 1ste in 6.40,89 halve finale 2: 2de in 6.37,29 finale: 4de in 6.42,69    |
| Julien Bahain Cédric Berrest                                          | dubbel-twee (m)        | 10e       | serie 2: 3de in 6.19,61 halve finale 2: 5de in 6.29,61 finale B: 4de in 6.26,44   |
| Germain Chardin Dorian Mortelette                                     | twee-zonder (m)        | Zilver    | serie 1: 2de in 6.17,22 halve finale 2: 2de in 6.58,67 finale: 2de in 6.21,11     |
| Matthieu Androdias Benjamin Chabanet Adrien Hardy Pierre-Jean Peltier | dubbel-vier (m)        | 10e       | serie 1: 3de in 5.44,25 halve finale 2: 4de in 6.12,81 finale B: 4de in 6.02,12   |
| Thomas Baroukh Fabrice Moreau Nicolas Moutton Franck Solforosi        | lichte vier-zonder (m) | 7e        | serie 3: 1ste in 5.50,79 halve finale 2: 4de in 6.06,90 finale B: 1ste in 6.08,37 |

### Schermen
| Olympiër                                                      | Onderdeel       | Resultaat | Prestatie |
| ------------------------------------------------------------- | --------------- | --------- | --- |
| Yannick Borel                                                 | degen (m)       | 5e        | 1ste ronde: W van UKR Karjoetsjenko: 15-10 2de ronde: W van SUI Kauter: 15-11 kwartfinale: V van NOR Piasecki: 14-15 |
| Gauthier Grumier                                              | degen (m)       | 17e       | 1ste ronde: V van NOR Piasecki: 13-14                                                                                |
| Erwann Le Péchoux                                             | floret (m)      | 9e        | 1ste ronde: vrij 2de ronde: W van FRA Lefort: 15-9 3de ronde: V van KOR Choi: 13-15                                  |
| Enzo Lefort                                                   | floret (m)      | 17e       | 1ste ronde: vrij 2de ronde: V van FRA Le Péchoux: 9-15                                                               |
| Victor Sintès                                                 | floret (m)      | 9e        | 1ste ronde: vrij 2de ronde: W van JPN Chida: 15-11 3de ronde: V van CHN Lei: 6-15                                    |
| Erwann Le Péchoux Enzo Lefort Marcel Marcilloux Victor Sintès | floret team (m) | 8e        | 1ste ronde: V van Verenigde Staten: 39-45 5-8ste plek: V van Groot-Brittannië: 29-45 7-8ste plek: V van China: 33-45 |
| Boladé Apithy                                                 | sabel (m)       | 17e       | 1ste ronde: vrij 2de ronde: V van BLR Buikevich: 11-15                                                               |
|                                                               |                 |           | |
| Laura Flessel-Colovic                                         | degen (v)       | 9e        | 1ste ronde: vrij 2de ronde: W van USA Hurley: 15-12 3de ronde: V van ROU Gherman: 13-15                              |
| Astrid Guyart                                                 | floret (v)      | 9e        | 1ste ronde: vrij 2de ronde: W van EGY Gaber: 15-2 3de ronde: V van TUN Boubakri: 5-15                                |
| Corinne Maîtrejean                                            | floret (v)      | 9e        | 1ste ronde: vrij 2de ronde: W van GBR Sheppard: 15-5 3de ronde: V van JPN Sugawara: 9-15                             |
| Ysaora Thibus                                                 | floret (v)      | 9e        | 1ste ronde: vrij 2de ronde: W van RUS Deriglazova: 15-8 3de ronde: V van TUN Ikehata: 11-15                          |
| Anita Blaze Astrid Guyart Corinne Maitrejean Ysaora Thibus    | floret team (v) | 4e        | 1ste ronde: W van Polen: 39-45 halve finale: V van Italië: 31-45 bronzen finale: V van Zuid-Korea: 32-45             |
| Léonore Perrus                                                | sabel (v)       | 17e       | 1ste ronde: V van JPN Nakayama: 12-15                                                                                |

### Schietsport
| Olympiër               | Onderdeel                        | Resultaat | Prestatie                                                                             |
| ---------------------- | -------------------------------- | --------- | ------------------------------------------------------------------------------------- |
| Jérémy Monnier         | 10m luchtgeweer (m)              | 26e       | kwalificatie: 26ste met 592 punten (98-99-99-99-99-98)                                |
| Pierre Edmond Piasecki | 10m luchtgeweer (m)              | 6e        | kwalificatie: 8ste met 596 punten (100-99-100-100-98-99) finale: 6de met 699,1 punten |
| Cyril Graff            | 50m kleinkaliber 3-houdingen (m) | 4e        | kwalificatie: 3de met 1171 punten (395-385-391) finale: 4de met 1271 punten           |
| Valérian Sauveplane    | 50m kleinkaliber 3-houdingen (m) | 13e       | kwalificatie: 13de met 1167 punten (394-382-391)                                      |
| Cyril Graff            | 50m liggend (m)                  | 46e       | kwalificatie: 46ste met 586 punten (97-99-98-97-98-97)                                |
| Valérian Sauveplane    | 50m liggend (m)                  | 22e       | kwalificatie: 22ste met 592 punten (98-99-100-99-97-99)                               |
| Franck Dumoulin        | 50m pistool (m)                  | 33e       | kwalificatie: 33ste met 541 punten (89-88-92-89-92-91)                                |
| Walter Lapeyre         | 50m pistool (m)                  | 21e       | kwalificatie: 21ste met 554 punten (91-93-90-93-92-95)                                |
| Franck Dumoulin        | 10m luchtpistool (m)             | 18e       | kwalificatie: 18de met 577 punten (99-98-96-95-94-95)                                 |
| Walter Lapeyre         | 10m luchtpistool (m)             | 21e       | kwalificatie: 22ste met 575 punten (96-95-96-96-98-94)                                |
| Anthony Terras         | skeet (m)                        | 17e       | kwalificatie: 17de met 117 punten (21-24-24-25-23)                                    |
| Stéphane Clamens       | trap (m)                         | 19e       | kwalificatie: 19de met 119 punten (23-25-25-24-22)                                    |
|                        |                                  |           |                                                                                       |
| Laurence Brize         | 10m luchtgeweer (v)              | 26e       | kwalificatie: 26ste met 394 punten (100-99-98-97)                                     |
| Émilie Évesque         | 10m luchtgeweer (v)              | 33e       | kwalificatie: 33ste met 392 punten (99-99-96-98)                                      |
| Laurence Brize         | 50m 3-houdingen (v)              | 18e       | kwalificatie: 18de met 581 punten (196-194-191)                                       |
| Émilie Évesque         | 50m 3-houdingen (v)              | 25e       | kwalificatie: 25ste met 578 punten (196-189-193)                                      |
| Veronique Girardet     | skeet (v)                        | 10e       | 66 punten                                                                             |
| Céline Goberville      | 25m pistool (v)                  | 21e       | kwalificatie: 21ste met 579 punten (293-286)                                          |
| Stéphanie Tirode       | 25m pistool (v)                  | 14e       | kwalificatie: 14de met 582 punten (292-290)                                           |
| Céline Goberville      | 10m luchtpistool (v)             | Zilver    | kwalificatie: 3de met 387 punten (96-98-96-97) finale: 2de met 486,6 punten           |
| Stéphanie Tirode       | 10m luchtpistool (v)             | 14e       | kwalificatie: 38ste met 375 punten (95-92-95-93)                                      |
| Veronique Girardet     | skeet (v)                        | 10e       | kwalificatie: 10de met 66 punten (22-23-21)                                           |
| Delphine Réau          | trap (v)                         | Brons     | kwalificatie: 4de met 72 punten (25-25-22) finale: 3de met 93 punten                  |

### Schoonspringen
| Olympiër         | Onderdeel     | Resultaat | Prestatie                                                              |
| ---------------- | ------------- | --------- | ---------------------------------------------------------------------- |
| Damien Cely      | 3m plank (m)  | 22e       | voorronde: 22ste met 413,30 punten                                     |
| Matthieu Rosset  | 3m plank (m)  | 15e       | voorronde: 13de met 445,15 punten halve finale: 15de met 422,50 punten |
|                  |               |           |                                                                        |
| Fanny Bouvet     | 3m plank (v)  | 26e       | voorronde: 26ste met 257,10 punten                                     |
| Marion Farissier | 3m plank (v)  | 27e       | voorronde: 27ste met 248,70 punten                                     |
| Audrey Labeau    | 10m toren (v) | 24e       | voorronde: 24ste met 261,05 punten                                     |

### Synchroonzwemmen
| Olympiër                      | Onderdeel | Resultaat | Prestatie |
| ----------------------------- | --------- | --------- | --- |
| Sara Labrousse Chloe Willhelm | duet      | 10e       | technische routine: 87,700 punten vrije routine: 88,340 punten vrije routine (finale): 88,560 punten totaal: 176,260 punten |

### Taekwondo
| Olympiër             | Onderdeel | Resultaat | Prestatie |
| -------------------- | --------- | --------- | --- |
| Marlène Harnois      | -57kg (v) | Brons     | 1ste ronde: W van CHI Contreras: 14-3 kwartfinale: W van EGY Malak: 8-6 halve finale: V van CHN Hou: 3-8 bronzen finale: W van JPN Hamada: 12-8 |
| Anne-Caroline Graffe | +67kg (v) | Zilver    | 1ste ronde: W van UZB Mamatova: 17-9 kwartfinale: W van KOR Lee: 7-4 halve finale: W van CUB Hernandez: 6-4 finale: V van SRB Mandic:é 7-9      |

### Tafeltennis
| Olympiër        | Onderdeel     | Resultaat | Prestatie |
| --------------- | ------------- | --------- | --- |
| Adrien Mattenet | enkelspel (m) | 17e       | voorronde: vrij 1ste ronde: vrij 2de ronde: vrij 3de ronde: V van AUT Weiwing: 0-4 (3-11, 14-16, 6-11, 9-11)                                                                                                |
| Xian Yi Fang    | enkelspel (v) | 17e       | voorronde: vrij 1ste ronde: W van CMR Hanffou: 4-1 (8-11, 11-7, 11-7, 11-3, 11-6) 2de ronde: W van PRK Ri: 4-2 (11-9, 11-6, 6-11, 11-9, 8-11, 11-6) 3de ronde: V van SIN Wang: 0-4 (9-11, 8-11, 6-11, 4-11) |
| Li Xue          | enkelspel (v) | 17e       | voorronde: vrij 1ste ronde: vrij 2de ronde: W van AUS Fang: 4-3 (11-7, 13-11, 7-11, 11-3, 9-11, 9-11, 11-6) 3de ronde: V van ESP Yanfei: 0-4 (5-11, 2-11, 8-11, 3-11)                                       |

### Tennis
| Olympiër                          | Onderdeel      | Resultaat | Prestatie |
| --------------------------------- | -------------- | --------- | --- |
| Julien Benneteau                  | enkelspel (m)  | 17e       | 1ste ronde: W van RUS Joezjny: 7-5, 6-3 2de ronde: V van SUI Federer: 2-6, 2-6 |
| Richard Gasquet                   | enkelspel (m)  | 17e       | 1ste ronde: W van NED Haase: 6-3, 6-3 2de ronde: V van CYP Baghdatis: 4-6, 4-6 |
| Gilles Simon                      | enkelspel (m)  | 9e        | 1ste ronde: W van KAZ Koekoesjkin: 6-4, 6-2 2de ronde: W van BUL Dimitrov: 6-3, 6-3 3de ronde: V van ARG del Potro: 1-6, 6-4, 3-6 |
| Jo-Wilfried Tsonga                | enkelspel (m)  | 5e        | 1ste ronde: W van BRA Bellucci: 6-7, 6-4, 6-4 2de ronde: W van CAN Raonic: 6-3, 3-6, 25-23 3de ronde: W van ESP Lopez: 7-6(5), 6-4 kwartfinale: V van SRB Djokovic:: 1-6, 5-7                                                                             |
| Julien Benneteau Richard Gasquet  | dubbelspel (m) | Brons     | 1ste ronde: W van GBR Fleming/Hutchis: 7-5, 6-3 2de ronde: W van IND Bhupathi/Bopanna: 6-3, 6-4 kwartfinale: W van SRB Tipsarevic/Zimonjic: 6-4, 7-6(3) halve finale: W USA B Bryan/M Bryan: 4-6, 4-6 bronzen finale: W van ESP Ferrer/Lopez: 7-6(4), 6-2 |
| Michaël Llodra Jo-Wilfried Tsonga | dubbelspel (m) | Zilver    | 1ste ronde: W van ARG Nalbandian/Schwank: 6-3, 7-5 2de ronde: W van IND Paes/Vardhan: 7-6(3), 4-6, 6-3 kwartfinale: W van BRA Melo/Soares: 6-4, 6-2 halve finale: W van ESP Ferrer/Lopez: 6-3, 4-6, 18-16 finale: Vvan USA B Bryan/M Bryan: 4-6, 6-7(2)   |
|                                   |                |           | |
| Alizé Cornet                      | enkelspel (v)  | 17e       | 1ste ronde: W van AUT Paszek: 7-6(4), 6-4 2de ronde: V van SVK Hantuchova: 3-6, 0-6 |
| Alizé Cornet Kristina Mladenovic  | dubbelspel (v) | 17e       | 1ste ronde: V van CHN Peng/Zheng: 1-6, 7-6(3), 3-6 |

### Triatlon
| Olympiër         | Onderdeel | Resultaat | Prestatie |
| ---------------- | --------- | --------- | --------- |
| David Hauss      | mannen    | 4e        | 1:47.14   |
| Vincent Luis     | mannen    | 11e       | 1:48.18   |
| Laurent Vidal    | mannen    | 5e        | 1:47.21   |
|                  |           |           |           |
| Emmie Charayron  | vrouwen   | 18e       | 2:02.26   |
| Jessica Harrison | vrouwen   | 9e        | 2:01.22   |
| Carole Péon      | vrouwen   | 29e       | 2:03.58   |

### Voetbal
| Olympiër | Onderdeel | Resultaat | Prestatie |
| --- | --------- | --------- | --- |
| Camille Abily Sonia Bompastor Sarah Bouhaddi Laure Boulleau Élise Bussaglia Camille Catala Marie-Laure Delie Céline Deville Corine Franco Laura Georges Ophélie Meilleroux Louisa Nécib Wendie Renard Eugénie Le Sommer Sandrine Soubeyrand Gaëtane Thiney Élodie Thomis Sabrina Viguier | vrouwen   | 4e        | groep G: 2de V van Verenigde Staten: 2-4 W van Noord-Korea: 5-0 W van Colombia: 1-0 kwartfinale: W van Zweden: 2-1 halve finale: V van Japan: 1-2 bronzen finale: V van Canada: 0-1 |

| Groep G |                  |             |             |             |             |            |            |            |        |
| #       | Land             | Wedstrijden | Wedstrijden | Wedstrijden | Wedstrijden | Doelpunten | Doelpunten | Doelpunten | Punten |
| #       | Land             | G           | W           | G           | V           | V          | T          | Saldo      | Punten |
| 1       | Verenigde Staten | 3           | 3           | 0           | 0           | 8          | 2          | +6         | 9      |
| 2       | Frankrijk        | 3           | 2           | 0           | 1           | 8          | 4          | +4         | 6      |
| 3       | Noord-Korea      | 3           | 1           | 0           | 2           | 2          | 6          | -4         | 3      |
| 4       | Colombia         | 3           | 0           | 0           | 3           | 0          | 6          | -6         | 0      |

| Ronde          | Datum     | Plaats           | Land | Score       | Land |
| -------------- | --------- | ---------------- | ---- | ----------- | ---- |
| Groepsfase     |           |                  |      |             |      |
| 25 juli        | Glasgow   | Verenigde Staten | 4-2  | Frankrijk   |      |
| 28 juli        | Glasgow   | Frankrijk        | 5-0  | Noord-Korea |      |
| 31 juli        | Newcastle | Frankrijk        | 1-0  | Colombia    |      |
| Kwartfinale    |           |                  |      |             |      |
| 3 augustus     | Glasgow   | Zweden           | 1-2  | Frankrijk   |      |
| Halve finale   |           |                  |      |             |      |
| 6 augustus     | Londen    | Frankrijk        | 1-2  | Japan       |      |
| Bronzen finale |           |                  |      |             |      |
| 9 augustus     | Coventry  | Canada           | 1-0  | Frankrijk   |      |

### Wielersport
| Olympiër                                     | Onderdeel        | Resultaat | Prestatie |
| Baan                                         | Baan             | Baan      | Baan |
| -------------------------------------------- | ---------------- | --------- | --- |
| Mickaël Bourgain                             | keirin (m)       | 8e        | ronde 1: 1ste ronde 2: 4de |
| Grégory Baugé                                | sprint (m)       | Zilver    | kwalificatie: 2de in 9,952 1ste ronde: W van GRE Volikakis: gediskwalificeerd 2de ronde: W van JPN Nakagawa: 10,490 kwartfinale: W van GER Förstemann: 10,300 halve finale: W van AUS Perkins: 10,268 finale: V van GBR Kenny: 10,232 |
| Bryan Coquard                                | omnium (m)       | Zilver    | vliegende ronde: 5de in 13,347 puntenkoers: 4de met 51 punten afvalling: 1ste individuele achtervolging: 12de in 4.30,780 scratch: 3de tijdrit: 4de in 1.03,078 totaal: 29 punten                                                     |
| Grégory Baugé Michaël D'Almeida Kévin Sireau | teamsprint (m)   | Zilver    | kwalificatie: 2de in 43,097 kwartfinale: W van Australië: 42,991 finale: V van Groot-Brittannië: 43,013 |
|                                              |                  |           | |
| Clara Sanchez                                | keirin (v)       | 4e        | ronde 1: 6de herkansingen: 1ste ronde 2: 2de finale: 4de |
| Clara Sanchez                                | omnium (v)       | 14e       | vliegende ronde: 2de in 14,058 puntenkoers: 18de met 0 punten afvalling: 13de individuele achtervolging: 18de in 3.56,800 scratch: 18de tijdrit: 3de in 35,451 totaal: 72 punten                                                      |
| Virginie Cueff                               | sprint (v)       | 13e       | kwalificatie: 15de in 11,439 1ste ronde: V van GER Vogel: 11,605 herkansingen: V van NED Kanis: 11,643 |
| Sandie Clair Virginie Cueff                  | teamsprint (v)   | 6e        | kwalificatie: 6de in 33,638 kwartfinale: V van Duitsland: 33,707 |
| BMX                                          |                  |           | |
| Quentin Caleyron                             | BMX (m)          | 12e       | plaatsingsronde: 9de in 38,637 kwartfinale 1: 3de met 19 punten halve finale 1: 6de met 18 punten |
| Joris Daudet                                 | BMX (m)          | 11e       | plaatsingsronde: 2de in 38,221 kwartfinale 3: 2de met 7 punten halve finale 2: 6de met 16 punten |
| Moana Moo-Caille                             | BMX (m)          | 21e       | plaatsingsronde: 28ste in 40,015 kwartfinale 2: 6de met 23 punten |
|                                              |                  |           | |
| Laëtitia Le Corguillé                        | BMX (v)          | 4e        | plaatsingsronde: 4de in 38,976 halve finale 1: 4de met 15 punten finale: 4de in 38,476 |
| Magalie Pottier                              | BMX (v)          | 7e        | plaatsingsronde: 7de in 39,778 halve finale 2: 2de met 6 punten finale: 7de in 39,393 |
| Mountainbike                                 |                  |           | |
| Julien Absalon                               | mountainbike (m) | DNF       | niet gefinisht |
| Jean-Christophe Péraud                       | mountainbike (m) | 29e       | 1:37.07 |
| Stéphane Tempier                             | mountainbike (m) | 11e       | 1:31.30 |
|                                              |                  |           | |
| Julie Bresset                                | mountainbike (v) | Goud      | 1:30.52 |
| Pauline Ferrand-Prevot                       | mountainbike (v) | 26e       | 1:42.21 |
| Weg                                          |                  |           | |
| Sylvain Chavanel                             | tijdrit (m)      | 29e       | 56.07,67 |
| Mickaël Bourgain                             | wegwedstrijd (m) | DNF       | |
| Sylvain Chavanel                             | wegwedstrijd (m) | 20e       | 5:46.05 |
| Arnaud Démare                                | wegwedstrijd (m) | 30e       | 5:46.37 |
| Tony Gallopin                                | wegwedstrijd (m) | 86e       | 5:46.37 |
|                                              |                  |           | |
| Audrey Cordon                                | tijdrit (v)      | 15e       | 40.40,51 |
| Audrey Cordon                                | wegwedstrijd (v) | DNF       | buiten tijd |
| Aude Biannic                                 | wegwedstrijd (v) | 10e       | 3:35.56 |
| Pauline Ferrand-Prevot                       | wegwedstrijd (v) | 8e        | 3:35.56 |

### Worstelen
| Olympiër          | Onderdeel   | Resultaat   | Prestatie |
| vrije stijl       | vrije stijl | vrije stijl | vrije stijl |
| ----------------- | ----------- | ----------- | --- |
| Didier Pais       | -60kg (m)   | 11e         | kwalificatie: vrij 1ste ronde: V van EGY Madani: 1-3 |
|                   |             |             | |
| Cynthia Vescan    | -72kg (v)   | 12e         | kwalificatie: vrij 1ste ronde: V van MDA Saenko: 1-3 |
| Grieks-Romeins    |             |             | |
| Tarik Belmadani   | -60kg (m)   | 9e          | kwalificatie: vrij 1ste ronde: W van FIN Ala-Huikku: 3-0 kwartfinale: V van JPN Matsumoto 0-3                                                                           |
| Steeve Guenot     | -66kg (m)   | Brons       | kwalificatie: vrij 1ste ronde: W van VEN Rivas: 3-0 kwartfinale: W van IRI Abdevali: 3-0 halve finale: V van KOR Kim: 1-3 bronzen finale: W van CUB Mulens: 3-0         |
| Christophe Guénot | -74kg (m)   | 8e          | kwalificatie: vrij 1ste ronde: W van TUN Ikram: 3-0 kwartfinale: V van RUS Vlasov: 1-3 herkansingen: V van DEN Madsen: 1-3                                              |
| Mélonin Noumonvi  | -84kg (m)   | 5e          | kwalificatie: vrij 1ste ronde: W van FIN Hietaniemi: 3-0 kwartfinale: V van EGY Gaber: 1-3 herkansingen: W van CRO Zugaj: 3-0 bronzen finale: V van POL Janikowski: 0-3 |

### Zeilen
| Olympiër                                | Onderdeel        | Resultaat | Prestatie |
| --------------------------------------- | ---------------- | --------- | --- |
| Julien Bontemps                         | RS:X (m)         | 5e        | 70 punten: (23-14-2-5-5-4-17-5-8-6-4) |
| Jean-Baptiste Bernaz                    | laser (m)        | 10e       | 119 punten: (3-21-6-9-19-11-2-18-20-34-10) |
| Jonathan Lobert                         | finn (m)         | Brons     | 49 punten: (9-4-4-2-6-7-5-10-3-7-2) |
| Vincent Garos Pierre Leboucher          | 470 (m)          | 7e        | 90 punten: (9-10-11-6-10-2-19-11-4-11-16) |
| Pierre-Alexis Ponsot Xavier Rohart      | star (m)         | 9e        | 86 punten: (1-13-10-11-12-14-12-6-6-8-8) |
|                                         |                  |           | |
| Charline Picon                          | RS:X (v)         | 8e        | 89 punten: (9-11-5-7-10-6-12-10-11-6-14) |
| Sarah Steyaert                          | laser radial (v) | 16e       | 143 punten: (21-14-19-12-11-26-10-19-22-15) |
| Mathilde Géron Camille Lecointre        | 470 (v)          | 4e        | 65 punten: (10-17-1-8-12-3-7-6-3-5-10) |
| Elodie Bertrand Claire Leroy Marie Riou | elliott 6m (v)   | 6e        | Round Robin W van Portugal V van Australië W van Nederland W van Zweden V van Verenigde Staten V van Groot-Brittannië V van Spanje W van Denemarken W van Nieuw-Zeeland W van Rusland V van Finland kwartfinale V van Spanje 0-3 |
|                                         |                  |           | |
| Stéphane Christidis Emmanuel Dyen       | 49er (m)         | 6e        | 127 punten: (1-9-9-12-1-10-12-13-10-21-2-5-10-7-14-12) |

### Zwemmen
| Olympiër | Onderdeel              | Resultaat | Prestatie                                                                       |
| --- | ---------------------- | --------- | ------------------------------------------------------------------------------- |
| Florent Manaudou | 50m vrije slag (m)     | Goud      | serie 8: 3de in 22,09 halve finale 2: 3de in 21,80 finale: 1ste in 21,34        |
| Amaury Leveaux | 50m vrije slag (m)     | 18e       | serie 7: 6de in 22,35                                                           |
| Fabien Gilot | 100m vrije slag (m)    | 11e       | serie 8: 5de in 48,95 halve finale 1: 5de in 48,49                              |
| Yannick Agnel | 100m vrije slag (m)    | 4e        | serie 7: 4de in 48,93 halve finale 2: 5de in 48,23 finale: 4de in 47,84         |
| Yannick Agnel | 200m vrije slag (m)    | Goud      | serie 6: 1ste in 1.46,60 halve finale 2: 2de in 1.45,84 finale: 1ste in 1.43,14 |
| Damien Joly | 1500m vrije slag (m)   | 14e       | serie 3: 5de in 15.08,50                                                        |
| Anthony Pannier | 1500m vrije slag (m)   | 20e       | serie 4: 8ste in 15.24,08                                                       |
| Camille Lacourt | 100m rugslag (m)       | 4e        | serie 5: 1ste in 53,51 halve finale 1: 1ste in 53,03 finale: 4de in 53,08       |
| Benjamin Stasiulis | 100m rugslag (m)       | 31e       | serie 5: 8ste in 55,36                                                          |
| Benjamin Stasiulis | 200m rugslag (m)       | 24e       | serie 4: 7de in 1.59,52                                                         |
| Giacomo Perez d'Ortona | 100m schoolslag (m)    | 17e       | serie 3: 1ste in 1.00,59                                                        |
| Clément Lefert | 100m vlinderslag (m)   | 29e       | serie 3: 7de in 53,22                                                           |
| Yannick Agnel Alain Bernard (serie) Fabien Gilot Clément Lefert Amaury Leveaux                                                  | 4x100 m vrije slag (m) | Goud      | serie 1: 1ste in 3.13,38 finale: 1ste in 3.09,93                                |
| Yannick Agnel Clément Lefert Amaury Leveaux Grégory Mallet Jérémy Stravius (serie)                                              | 4x200m vrije slag (m)  | Zilver    | serie 1: 1ste in 7.09,18 finale: 2de in 7.02,77                                 |
| Yannick Agnel Hugues Duboscq Fabien Gilot Camille Lacourt Clément Lefert Giacomo Perez Dortona Romain Sassot Benjamin Stasiulis | 4x100m wisselslag (m)  | 10e       | serie 2: 6de in 3.34,60                                                         |
| Julien Sauvage * | 10km open water (m)    | 11e       | 1:50.42,8                                                                       |
| |                        |           |                                                                                 |
| Anna Santamans | 50m vrije slag (v)     | 10e       | serie 9: 6de in 25,23 halve finale 2: 4de in 24,94                              |
| Charlotte Bonnet | 100m vrije slag (v)    | 20e       | serie 7: 7de in 55,12                                                           |
| Camille Muffat | 200m vrije slag (v)    | Zilver    | serie 4: 3de in 1.58,49 halve finale 1: 3de in 1.56,18 finale: 2de in 1.55,58   |
| Ophélie-Cyrielle Étienne | 200m vrije slag (v)    | 18e       | serie 3: 7de in 1.59,15                                                         |
| Camille Muffat | 400m vrije slag (v)    | Goud      | serie 5: 1ste in 4.03,29 finale: 1ste in 4.01,45                                |
| Coralie Balmy | 400m vrije slag (v)    | 6e        | serie 4: 1ste in 4.03,56 finale: 6de in 4.05,95                                 |
| Coralie Balmy | 800m vrije slag (v)    | 7e        | serie 4: 4de in 8.27,15 finale: 7de in 8.29,26                                  |
| Alexianne Castel | 100m rugslag (v)       | 11e       | serie 6: 6de in 1.00,16 halve finale 1: 6de in 1.00,24                          |
| Laure Manaudou | 100m rugslag (v)       | 22e       | serie 6: 8ste in 1.01,03                                                        |
| Alexianne Castel | 200m rugslag (v)       | 7e        | serie 3: 2de in 2.08,92 halve finale 1: 4de in 2.08,24 finale: 7de in 2.08,43   |
| Laure Manaudou | 200m rugslag (v)       | 30e       | serie 5: 8ste in 2.14,29                                                        |
| Fanny Babou | 100m schoolslag (v)    | 32e       | serie 2: 3de in 1.09,76                                                         |
| Justine Bruno | 100m vlinderslag (v)   | 38e       | serie 2: 6de in 1.01,14                                                         |
| Lara Grangeon | 400m wisselslag (v)    | 18e       | serie 5: 7de in 4.44,28                                                         |
| Coralie Balmy Charlotte Bonnet Ophélie-Cyrielle Étienne Margaux Farrell Mylène Lazare (serie) Camille Muffat                    | 4x200m vrije slag (v)  | Brons     | serie 1: 3de in 7.52,88 finale: 3de in 7.47,49                                  |
| Laure Manaudou Fanny Babou Justine Bruno Charlotte Bonnet                                                                       | 4x100m wisselslag (v)  | 14e       | serie 1: 7de in 4.05,53                                                         |
| Ophelie Aspord | 10km open water (v)    | 6e        | 1:58.43,1                                                                       |

* Sauvage kwalificeerde zich door achtste te worden op de 10 kilometer tijdens de Wereldkampioenschappen openwaterzwemmen 2011.
Afghanistan · Albanië · Algerije · Amerikaanse Maagdeneilanden · Amerikaans-Samoa · Andorra · Angola · Antigua en Barbuda · Argentinië · Armenië · Aruba · Australië · Azerbeidzjan · Bahama's · Bahrein · Bangladesh · Barbados · België · Belize · Benin · Bermuda · Bhutan · Bolivia · Bosnië en Herzegovina · Botswana · Brazilië · Britse Maagdeneilanden · Brunei · Bulgarije · Burkina Faso · Burundi · Cambodja · Canada · Centraal-Afrikaanse Republiek · Chili · China · Chinees Taipei · Colombia · Comoren · Congo-Brazzaville · Congo-Kinshasa · Cookeilanden · Costa Rica · Cuba · Cyprus · Denemarken · Djibouti · Dominica · Dominicaanse Republiek · Duitsland · Ecuador · Egypte · El Salvador · Equatoriaal-Guinea · Eritrea · Estland · Ethiopië · Fiji · Filipijnen · Finland · Frankrijk · Gabon · Gambia · Georgië · Ghana · Grenada · Griekenland · Groot-Brittannië · Guam · Guatemala · Guinee · Guinee‑Bissau · Guyana · Haïti · Honduras · Hongarije · Hongkong · Ierland · IJsland · India · Indonesië · Irak · Iran · Israël · Italië · Ivoorkust · Jamaica · Japan · Jemen · Jordanië · Kaaimaneilanden · Kaapverdië · Kameroen · Kazachstan · Kenia · Kirgizië · Kiribati · Koeweit · Kroatië · Laos · Lesotho · Letland · Libanon · Liberia · Libië · Liechtenstein · Litouwen · Luxemburg · Macedonië · Madagaskar · Malawi · Maldiven · Maleisië · Mali · Malta · Marshalleilanden · Marokko · Mauritanië · Mauritius · Mexico · Micronesië · Moldavië · Monaco · Mongolië · Montenegro · Mozambique · Myanmar · Namibië · Nauru · Nederland · Nepal · Nicaragua · Nieuw-Zeeland · Niger · Nigeria · Noord-Korea · Noorwegen · Oeganda · Oekraïne · Oezbekistan · Oman · Oostenrijk · Oost-Timor · Pakistan · Palau · Palestina · Panama · Papoea-Nieuw-Guinea · Paraguay · Peru · Polen · Portugal · Puerto Rico · Qatar · Roemenië · Rusland · Rwanda · Saint Kitts en Nevis · Saint Lucia · Saint Vincent en Grenadines · Salomonseilanden · Samoa · San Marino · Sao Tomé en Principe · Saoedi-Arabië · Senegal · Servië · Seychellen · Sierra Leone · Singapore · Slovenië · Slowakije · Soedan · Somalië · Spanje · Sri Lanka · Suriname · Swaziland · Syrië · Tadzjikistan · Tanzania · Thailand · Togo · Tonga · Trinidad en Tobago · Tsjaad · Tsjechië · Tunesië · Turkije · Turkmenistan · Tuvalu · Uruguay · Vanuatu · Venezuela · Verenigde Arabische Emiraten · Verenigde Staten · Vietnam · Wit-Rusland · Zambia · Zimbabwe · Zuid-Afrika · Zuid-Korea · Zweden · Zwitserland · Onafhankelijke atleten